# Julián López Pineda
Julián López Pineda (* 18. Oktober 1882 in Gracias (Lempira) im Departamento Lempira; † 5. März 1959 in Den Haag) war ein honduranischer Poet, Journalist und Diplomat.

## Leben
Julián López Pineda war der Sohn von Feliciana Pineda und General Julián López Garcia.
Er heiratete Juanita Echeverria.
Von 1899 bis 1902 studierte er an der Universidad de Honduras.
1905 studierte er an der Universidad de San Salvador.
1915 wurde er Staatssekretär im Außenministerium sowie 1928 im Innenministerium.
1929 trat er in die Ständevertretung der Rechtsanwälte von Honduras.
Von 1933 bis 1936 war er Geschäftsträger in Paris.
Von 1933 bis 1939 war er Ständiger Vertreter beim Völkerbund in Genf, wo Nahum Goldmann Exequatur als honduranischer Konsul hatte.
Von 1936 bis 1937 war er bevollmächtigter Delegierter bei den Abrüstungsverhandlungen in London.
Von 1938 bis 1939 leitete er die honduranische Delegation bei der 8. panamerikanischen Konferenz in Lima.
Er war Ministre plénipotentiaire bei den Mediationskonferenzen der nicaraguanischen und der honduranischen Regierungen.
Ab 1941 war er Gesandter in Managua, dem dortigen Botschafter der Vereinigten Staaten, James Bolton Stewart (* 27. November 1882 in Philadelphia; † 1969) erklärte Tiburcio Carías Andino hätte ihn instruiert, er solle Anastasio Somoza García wissen lassen, dass ihre Interessen identisch seien, da falls eine ihrer Regierungen gestürzt würde, es sicher sei, dass die Andere folgen würde.
1959 war er Gesandtschaftsrat beim ständigen Schiedshof, wo unter dem Vorsitz von Helge Klæstad die Asunto limítrofe Honduras-Nicaragua verhandelt wurde.

## Werk
- Cosas sin alma. Crónicas, San Salvador, 1904
- Marina. Novela, San Salvador, 1904
- Verdadera libertad, 1906
- Matrimonio San Salvador 1905
- Ritmos disperso, Poesie, San Salvador 1910.
- La Virgen Martir, Drama, 1915
- Anforas, Poesie, Paris 1936
- La Reforma constitutional de Honduras, Paris 1936
- Redentorismo y democracia, Managua 1941

| Vorgänger               | Amt                                                   | Nachfolger                                                               |
| ----------------------- | ----------------------------------------------------- | ------------------------------------------------------------------------ |
| Raúl Toledo López       | honduranischer Geschäftsträger in Paris 1933 bis 1936 | Rubén Mondragón                                                          |
| —                       | honduranischer Botschafter in Managua 1941            | Carlos Montoya César Alberto González Jorge Milla César González Ramírez |
| Roberto Perdomo Paredes | Gesandtschaftsrat in Den Haag 1959                    | Carlos Roberto Reina                                                     |